# The whisper

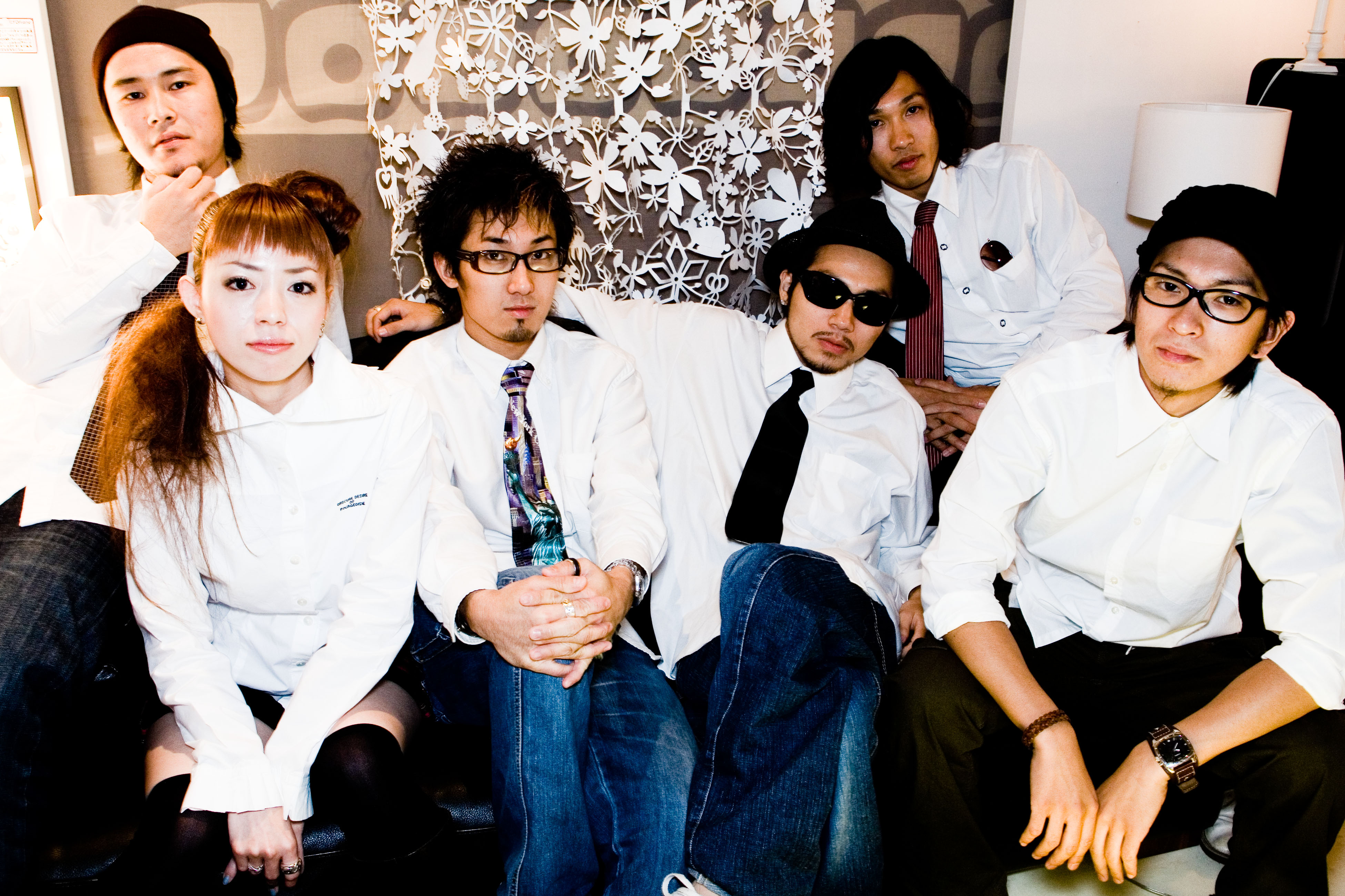

the whisper（ザ・ウィスパー）は福岡県久留米市で2003年に結成されたロックバンドである。

## 概要
メンバーはhiho、masatomo、YOUJI、takuya、IKECHIN、makoto ueno。2003年5月福岡県久留米市にて結成。2006年にRiver Side Studioよりデビュー。
2013年6月より活動休止。

## 来歴
2003年5月　福岡県久留米市にて高校の同級生を中心に結成。その後、九州各地でLIVE活動開始。結成当初から多くのメジャーアーティストのツアーサポートを務める。
2006年　3枚のミニアルバムを連続リリース。代表曲「晴レルヤ」が福岡放送「FBS MUSIC CLUB」エンディングテーマとなる。同年にDRUM LOGOSにてワンマンライブを開催。
このワンマンは地元バンドとしてMissing Tear（everset）、175R以来の快挙となる。さらにFBSの音楽番組で特集を組まれ、先行予約が行われるなど、福岡在住のミュージシャンとして異例の人気を得る。
その後もZepp Fukuokaに出演、地元の音楽フェスなど活躍の場を広げる。また、24HTV（24時間テレビ）にてＦＭＣスペシャルライブも披露している。
2007年には上京を決意し、8月に地元久留米の六角堂広場で行われた「the whisper “出航”ワンマンライブ ～私を東京に連れてって編～」では地元在住のアーティストとして異例の動員数を記録する。
公式記録は残っていないが、地元在住のアーティストとして単独での動員記録は九州全域で最高記録だと言われている。
2007年9月に上京。
2008年12月 ファン投票によりFULL ALBUMをリリース。全国33ヶ所のツアーを行う。
2009年7月 上京後初となるワンマンLIVEを渋谷にて開催。
2012年4月11日にROCKBERY RECORDSよりnew mini album『PARTY TONIGHT』をリリース。
ツアーファイナルを下北沢REGにて行う。
2013年6月30日　10周年を迎え福岡・渋谷でのワンマンライブを敢行した後に活動休止。

## メンバー
- hiho（3月3日 - ）ボーカル。福岡県出身。地元誌やファッション誌でのモデル活動をしていた。
- masatomo（10月16日 - ）ボーカル。リーダー。ハモりからデス声までこなすマルチボーカリスト。福岡県出身。佐賀大学出身。
- YOUJI（11月19日 - ）ボーカル。福岡県出身。俳優やモデルとしても活動。趣味はバイクと格闘技。九州ビジュアルアーツ出身。
- takuya（7月29日 - ）ギター。宮城県出身。仙台市出身。
- IKECHIN（9月10日 - ）ベース。福岡県出身。2008年より加入。九州ビジュアルアーツ出身。
- makoto ueno（5月15日 - ）ドラム。愛媛県出身。佐賀大学出身。2011年4月迄SKUNK SHOT BOOSTER のドラムとして活動していたが脱退後に加入。
- 高野真太郎 2008年からの2年間(サポートメンバー)として活動した。元CHARCOAL FILTERのドラマー。

## ディスコグラフィ

### アルバム
- HALLELUJAH!!!(2006年)XQAH-1001
- パラソル(2006年)XQAH-1002
- SWEET DREAMS!(2006年)XQAH-1003
- HAPPY BIRTHDAY!(2008年)SPOT-1004
- PARTY TONIGHT(2012年)FECD-0129

### 会場限定
- Rainbow!(2012年)
- brand new“3”story(2012年)

### 参加作品
- RULE SOUND#2 (2006年)ZNCA-1009